# Катехизис революціонера
«Катехізис революціонера» — статут революційної організації «Народна розправа», складений Сергієм Нечаєвим у 1869.

## Історія створення
Назву цього статуту придумано за аналогією з «Революційним катехизисом», написаним у 1865-1866 М. Бакуніним та опублікованим у 1866.
З 1869 Нечаєв живе за кордоном, зближуючись з Михайлом Бакуніним і Миколою Огарьовим, і бере участь у випуску цілого комплексу прокламацій, серед яких і був «Катехизис революціонера». Цей документ є, очевидно, плодом колективної творчості, який увібрав ідеї не тільки Нечаєва, а й Михайла Бакуніна (Бакунін, проте, прочитавши Катехизис, не прийняв його, назвавши Нечаєва «абреком»), Петра Ткачова, Г. Єнішерлова. Саме їм належать основні ідеї «революційного макіавеллізму».
Написано та надруковано влітку 1869 в Женеві в друкарні Чернецького.

## Структура
Складається з чотирьох коротких розділів і розбитий на параграфи:
1. Ставлення революціонера до себе.
2. Ставлення революціонера до товаришів по революції.
3. Ставлення революціонера до суспільства.
4. Ставлення товариства до народу.

## Значення
Цей документ розглядався Нечаєвим як "загальна", вступна частина до статуту товариства "Народна розправа".
У «Катехизі революціонера» вперше у російській історії сформульовано програму широкомасштабного терору з величезними людськими жертвами заради «світлого майбутнього всього людства». Увійти до царства нечаївського соціалізму судилося не всім. Ще до початку революції підпільники готові були «винищити цілу орду грабіжників скарбниці, підлих народних тиранів», а заразом «позбутися тим чи іншим шляхом від лжевчителів, донощиків, зрадників, які бруднять прапор істини».